# الیندائو
الیندائو (به لاتین: Alindao) یک منطقهٔ مسکونی در جمهوری آفریقای مرکزی است که در Basse-Kotto واقع شده‌است.

## خصوصیات
الیندائو ۱۴٬۴۰۱ نفر جمعیت دارد.